# Garibaldi (stacja metra w Neapolu)
Garibaldi – stacja metra w Neapolu, na Linii 1 (żółtej). 
Poprzez przejście podziemne jest ważnym centrum przesiadkowym ze stacjami Napoli Centrale, Piazza Garibaldi (linia 2) i Napoli Garibaldi (Circumvesuviana).
Stacja została otwarta 2 grudnia 2013..